# Ольшакі (Мазовецьке воєводство)
Ольшакі (пол. Olszaki) — село в Польщі, у гміні Длуґосьодло Вишковського повіту Мазовецького воєводства.
Населення — 107 осіб (2011).
У 1975-1998 роках село належало до Остроленцького воєводства.

## Демографія
Демографічна структура станом на 31 березня 2011 року:
|          | Загалом | Допрацездатний вік | Працездатний вік | Постпрацездатний вік |
| -------- | ------- | ------------------ | ---------------- | -------------------- |
| Чоловіки | 58      | 10                 | 35               | 13                   |
| Жінки    | 49      | 9                  | 22               | 18                   |
| Разом    | 107     | 19                 | 57               | 31                   |